# Тампіко (Іллінойс)
Тампіко (англ. Tampico) — селище (англ. village) в США, в окрузі Вайтсайд штату Іллінойс. Населення — 689 осіб (2020).

## Географія
Тампіко розташоване за координатами 41°37′50″ пн. ш. 89°47′7″ зх. д. / 41.63056° пн. ш. 89.78528° зх. д. (41.630664, -89.785410).  За даними Бюро перепису населення США в 2010 році селище мало площу 1,00 км², уся площа — суходіл.

## Демографія
Згідно з переписом 2010 року, у селищі мешкало 790 осіб у 294 домогосподарствах у складі 222 родин. Густота населення становила 787 осіб/км².  Було 317 помешкань (316/км²).
Расовий склад населення:
| - 97,7 % — білих - 0,4 % — азіатів - 1,5 % — осіб інших рас |

До двох чи більше рас належало 0,4 %. Частка іспаномовних становила 3,8 % від усіх жителів.
За віковим діапазоном населення розподілялося таким чином: 28,1 % — особи молодші 18 років, 57,0 % — особи у віці 18—64 років, 14,9 % — особи у віці 65 років та старші. Медіана віку мешканця становила 37,9 року. На 100 осіб жіночої статі у селищі припадало 98,0 чоловіків;  на 100 жінок у віці від 18 років та старших — 93,2 чоловіків також старших 18 років.
Середній дохід на одне домашнє господарство  становив 45 587 доларів США (медіана — 36 061), а середній дохід на одну сім'ю — 51 248 доларів (медіана — 39 821). За межею бідності перебувало 14,2 % осіб, у тому числі 30,4 % дітей у віці до 18 років та 10,7 % осіб у віці 65 років та старших.
Цивільне працевлаштоване населення становило 313 особи. Основні галузі зайнятості: освіта, охорона здоров'я та соціальна допомога — 17,3 %, виробництво — 14,1 %, будівництво — 9,9 %, роздрібна торгівля — 9,3 %.

## Персоналії
- Рональд Рейган (1911-2004) — 40-й Президент США (1981–1989) від Республіканської партії, 33-й губернатор Каліфорнії (1967–1975).